# Bosszú mindhalálig
A Bosszú mindhalálig (Until Death, vagy Til Death) egy 2007-es akcióthriller, ami kizárólag DVD-re jelent meg. A főszereplő Jean-Claude Van Damme, aki egy heroinfüggő rendőrt játszik, akit fejbelőnek és kómába esik. Ezután bosszút esküszik és megfogadja, jó útra tér. Az internetes filmkritikusok dicsérték Van Damme-ot, amiért ilyen jól hozta a kiégett drogfüggő rendőr figuráját és nem egy sebezhetetlen akcióhős, mint eddigi filmjeiben.

## Cselekmény
|  | Alább a cselekmény részletei következnek! |

Anthony Stowe egy New Orleans-i rendőr, aki a drogosztálynál dolgozik. Éppen elszúr egy akciót, ami során megölnek egy női rendőrt. A gyilkos az egykori zsaru Callahan, aki megunva a rendőrök köteléket, bűnözői pályára lépett.
Stowe éppen válófélben lévő feleségéhez tart. Ott kiderül, hogy a nő terhes, ám a gyerek egy másik férfié. Stowe elkeseredik, majd úgy dönt drogot vesz és belövi magát. A rendőrségnél az egyik régi barátja megkéri, tussoljon el egy ügyet, mivel az egyik rokonáról van szó és ha ez kitudódik, nem fogják felvenni a főiskolára. Stowe gondolkodik a dolgon, majd úgy dönt, feladja a barátját. Nem sokkal később ugyanez a barát megőrül és lövöldözni kezd a rendőrség fürdőszobájában. Stowe bemegy hozzá és sikerül rábírnia, hogy dobja el a fegyvert.
Aznap este Stowe elmegy egy bárba, ahol ráveszi a helyi csapos nőt, menjen el vele enni valahova. Ott a nő lelép, Stowe-t pedig verőemberek támadják meg. A végén megjelenik Callahan és fejbelövi Stowe-t. A férfi azonban nem hal meg, csak kómába esik.
A rendőrségnél viszont már nem bíznak abban, hogy magához tér, így elkezdik kipakolni az irodáját. Megtalálják a fiókjában a tasakot, amiben a heroin és a fecskendők vannak.
Hat hónap telik el, ezalatt az idő alatt Callahan megölte a helyi bandákat és már-már ő lett a város ura. De ekkor Stowe hirtelen magához tér a kórházban. Mivel 24 órás odafigyelést igényel, a feleségéhez és annak szeretőjéhez viszik. Stowe lassan visszanyeri régi énjét, és úgy dönt, jobb emberré válik.
Ám a múlt nem hagyja nyugodni. A felesége éppen költözik, de Stowe utánamegy, azt azonban nem sejti, hogy közben felesége visszajött a lakásba. Megjelenik Callahan és elfogja a nőt.
Egy raktárba viszi. Stowe megkéri régi barátját, tartson vele és bocsánatkérésképpen a férfinak adja a pénzt, amit a kórháztól kapott. Ketten elindulnak kimenteni a nőt. A raktárban sok minden kiderül. Stowe halott társának a férje is áruló, de a pisztolyt mégis egymásra fogják, így patthelyzet alakul ki.
Az európai DVD-kiadás végén eldördülnek a fegyverek és Stowe felesége felkiált. Majd látjuk, hogy a nő és a 3 éves lánya egy temetőben sétálnak, majd virágot tesznek Stowe sírjára.
Az amerikai DVD-kiadás végén Stowe megöli Callahan-t, majd több hónappal később látjuk, amint magához veszi a lányát.
|  | Itt a vége a cselekmény részletezésének! |

## Produkció
2006. március 17-én a semmiből tűnt fel ez a film. Egy Van Damme rajongó tette közzé, hogy az egyik ismerőse szereplőválogatáson volt a filmhez. A projekt valódiságát ezután Sheldon Lettich, Jean-Claude közeli jó barátja is megerősítette. Egy héttel később, március 25-én már el is kezdtek forogni a kamerák Bulgária fővárosában, Szófiában. Itt a Nu-Image ottani filmstúdiójában és a város különféle részein forgattak, több, mint egy hónapot, egészen május 3-ig. Mivel a film története Amerikában játszódik, úgy oldották meg, hogy itt Bulgáriában a film belső jeleneteit vették fel, később a stáb átvonult New Orleans-ba, és ott, egy héten belül, június 5-9-ig a film külső jeleneteit vették fel.
Állítólag Jean-Claude Ringo Lam-et is megkereste a forgatókönyvvel, de sajnos nem vállalta el a rendezést, így a választás ismét Simon Fellows-ra esett, akárcsak 2006-ban az Utcai igazság esetében. 2006 májusában a filmhez készítettek egy előzetes posztert, ami ki volt téve a 2006-os Cannes-i filmfesztiválon.
A film címe, a Til Death (Míg a halál), a ... míg a halál el nem választ mondásból származik.
Jean-Claude előtt Sean Penn volt érdekelt a főszerepre. A film hanganyagának felvételének helyszínéül eredetileg Prága volt betervezve, de előre nem látott körülmények miatt a helyszín Londonra változott. Itt a világhíres Abbey Road Studios egyes stúdiójában sikerült rögzíteni a mintegy 40 percnyi hanganyagot egy vasárnapon, 2006. szeptember 3-án. A munkálatokat a szintén világhírű Nic Raine irányította, a hangot pedig a Royal Philharmonic Orchestra (Királyi Filharmonikus Zenekar) szolgáltatta. A felvételen jelen volt a film rendezője, Simon Fellows, és producere, Moshe Diamant is. A film zeneszerzője egyébként az a Mark Sayfritz, aki Jean-Claude Utcai igazság című filmjén is dolgozott.
Jean-Claude ezelőtt forgatott filmjének, a Tökéletes védelem vágásával Jean-Claude olyannyira elégedett volt, hogy a vágót, Matthew Booth-ot, ehhez a filmjéhez is meghívta. A film vezető operatőre újra az a Douglas Milsome, aki ezelőtt már számos Van Damme filmen dolgozott: A légiós, Utcai igazság, Tökéletes védelem.

## Külső hivatkozások
- Bosszú mindhalálig az IMDb-n